# Новокубанск
Новокуба́нск — город в Краснодарском крае. Административный центр Новокубанского района. Образует Новокубанское городское поселение.

## География
Новокубанск расположен в Предкавказье, на левом берегу реки Кубани. Находится в 195 км к востоку от Краснодара, в 10 км к северу от города Армавира. В городе расположена железнодорожная станция Кубанская на участке Армавир — Кавказская Кавказского железнодорожного хода.

### Климат
Преобладает умеренно континентальный климат.
Июль самый тёплый месяц в году со средней температурой 27,7 °C. Январь самый холодный месяц в году со средней температурой −1,7 °C.
Среднегодовое количество осадков — 655 мм.

## История
Селение Кубанское основано в 1867 году отставными солдатами кавказских полков. Не позже 1922 года село переименовано в Новокубанское.
10 февраля 1933 года Президиум ВЦИК отнёс к категории рабочих поселков селение Хуторок, сохранив за ним его основное название Хуторок
В годы Великой Отечественной войны село Новокубанское находилось под оккупацией с 6 августа 1942 гпо 25 января 1943 года. Немецкие войска разрушили все школы, две больницы, три машинно-тракторных станции, все колхозы и совхозы, взорвали спиртзавод. Все поголовье птиц и свиней вывезли за рубеж.
После взятия Армавира Северную группу войск Закавказского фронта объединили в Северо-Кавказский фронт. Село Новокубанское было первым населенным пунктом, освобожденным в боях против оккупантов. Освобождали село и соседние районы воины 389-й стрелкой дивизии под командованием Героя Советского Союза Л. А. Колобова.
Указом Верховного Совета РСФСР от 11 августа 1961 года произошло объединение рабочего поселка Хуторок, села Новокубанского, хутора Пролетарского, поселка Маяк Революции в один рабочий поселок Новокубанский. Указом Верховного Совета РСФСР от 11 июня 1966 года посёлку был присвоен статус города и название Новокубанск.
В июне 2002 года Новокубанск пострадал от наводнения. После прорыва дамбы уровень воды в городе превысил отметку в 2 метра. По официальным данным, за 22-24 июня погибло около 60 человек. Для пострадавших от наводнения был основан новый микрорайон Возрождение.

## Население
| 1869    | 1926    | 1939    | 1959    | 1967    | 1970    | 1979    | 1989    | 1996    | 1998    |
| ------- | ------- | ------- | ------- | ------- | ------- | ------- | ------- | ------- | ------- |
| 1000    | ↗12 303 | ↘8260   | ↗8603   | ↗29 000 | ↘23 904 | ↗27 146 | ↗30 201 | ↗33 000 | ↘30 800 |
| 2000    | 2001    | 2002    | 2005    | 2006    | 2007    | 2009    | 2010    | 2011    | 2012    |
| ↗31 000 | ↗31 100 | ↗35 400 | ↘34 600 | ↘34 400 | →34 400 | ↗34 769 | ↗34 880 | ↗34 900 | ↘34 854 |
| 2013    | 2014    | 2015    | 2016    | 2017    | 2018    | 2019    | 2020    | 2021    | 2023    |
| ↗34 968 | ↗35 042 | ↗35 251 | ↗35 440 | ↘35 437 | ↘35 287 | ↘35 173 | ↗35 199 | ↘34 000 | ↘33 487 |
| 2025    |         |         |         |         |         |         |         |         |         |
| ↘33 048 |         |         |         |         |         |         |         |         |         |

На 1 января 2025 года по численности населения город находился на 457-м месте из 1124 городов Российской Федерации.
Национальный состав
По данным Всероссийской переписи населения 2010 года:
| Народ                     | Численность, чел. | Доля от всего населения, % |
| ------------------------- | ----------------- | -------------------------- |
| русские                   | 30 756            | 88,18 %                    |
| армяне                    | 2 189             | 6,28 %                     |
| украинцы                  | 559               | 1,60 %                     |
| другие                    | 953               | 2,73 %                     |
| не указана национальность | 423               | 1,21 %                     |
| Всего                     | 34 880            | 100,0 %                    |

По итогам переписи населения 2020 года проживали следующие национальности (национальности менее 0,1 % и другое см. в сноске к строке «Другие»):
| Национальность | Численность, чел. | Доля     |
| -------------- | ----------------- | -------- |
| Русские        | 31 828            | 93,61 %  |
| Армяне         | 1316              | 3,87 %   |
| Украинцы       | 101               | 0,30 %   |
| Цыгане         | 77                | 0,23 %   |
| Немцы          | 45                | 0,13 %   |
| Татары         | 36                | 0,11 %   |
| Черкесы        | 35                | 0,10 %   |
| Другие         | 562               | 1,65 %   |
| Итого          | 34 000            | 100,00 % |

Занятость
Часть населения работает на предприятиях городов Новокубанска и Армавира, другая часть занята в сельском хозяйстве.

## Символика
Описание современного герба Новокубанска:
«В серебряном поле с лазоревым (синим, голубым) волнисто откошенным нижним правым углом с волнистой каймой в цвет поля солдат в обмундировании времён правления Александра II, обращённый прямо и повернувшийся вправо, держащий в деснице зелёное дерево с такой же кроной и корнями, а в шуйце солдатский тесак (меч) остриём вниз с чёрной рукояткой в таковых же ножнах».

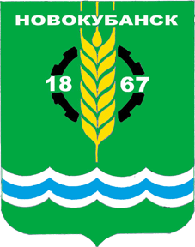
Герб Новокубанска 1977 года
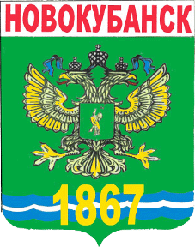
Герб Новокубанска 1996 года
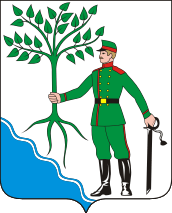
Современный герб Новокубанска

## Экономика

### Промышленность
Промышленность города представляют:
- Сахарный завод «Кристалл-2»,
- Новокубанский молочный завод (торговый бренд «Платье в горошек»)
- Новокубанский завод керамических стеновых материалов «НЗКСМ» (Кирпичный завод),
- Рядом с городом расположено крупнейшее в России предприятие биологической промышленности «Армавирская биологическая фабрика», образованная в 1921 году;
- ПК «Асфальт»

За последние годы в городе создано и действует много предпринимательских структур малого и среднего бизнеса.

### Сельское хозяйство
Сельское хозяйство занимает ведущее место в экономике города. На территории города расположено 3 крупных многоотраслевых сельскохозяйственных предприятия, специализирующихся на производстве продукции растениеводства и животноводства, выращивании различных зерновых культур. Это АО "КСП «Хуторок», АО "КСП «Кубань», ПАО "ОПХ ПЗ «Ленинский путь». Первостепенное значение отведено производству пшеницы, ячменя, кукурузы, подсолнечника, сахарной свеклы и других культур. Имеются животноводческие комплексы, крестьянско-фермерские хозяйства.

## Инфраструктура
В городе располагается РосНИИТиМ.
Через весь город, с северо-запада на юго-восток, проходит улица Первомайская, на которой сосредоточены основные финансовые и промышленные предприятия Новокубанска. Параллельно улице через город тянется Кубанский канал (ул. Октябрьская). В черте города находится несколько школ и одна гимназия (МОБУГ № 2 им. И.С. Колесникова). На центральной площади города расположены районная и городская администрации, Социальный фонд, управление соцзащиты, редакция районной газеты «Свет маяков», Новокубанский Культурно-досуговый центр, налоговая инспекция, отдел ЗАГС, Центральный рынок и парк отдыха, торговые центры и частные магазины, парикмахерские.
В городе 7 общеобразовательных полных и неполных школ, а также 9 детских садов. Работают спортивные школы, строятся новые центры для занятия спортом.

## Достопримечательности
- Новокубанский краеведческий музей;
- Конный завод «Восход» и музей завода, в котором собраны, кубки, призы и попоны знаменитых скакунов, портреты коннозаводчиков и жокеев. Проводятся экскурсии по конной части завода и катание на фаэтоне;
- Дом помещика Щербака[34] (деда А. Солженицына) с парком-усадьбой. В 2023 году старинный парк реконструируют. Вторая очередь благоустройства намечена на 2024 год;[35].
- Пушкинские места с бюстом поэта. По высокому берегу Кубани проходила линия российских укреплений, а также тракт. По нему путешествовали на Кавказ, проезжал здесь и Александр Пушкин. В честь этого в станице Прочноокопской установили памятник.
- Памятник казакам основателям селения Кубанское. Установлен в сквере на улице Ленина;
- Аэроклуб имени Анатолия Балуева. Базируется в станице Прочноокопской;
- Бюст основателю сельхозпроизводства — барону Рудольфу Штейнгелю у старого фонтана в Бароновском парке города Новокубанска;
- Реконструированные парки в 23-микрорайоне и микрорайоне РосНИИТиМ;
- Неоднократно на полях сельхозпредприятий уфологи обнаруживали круги на полях. оставленных после приземления НЛО.
- Среди достопримечательностей выделяется Фордштадт. Бывшая солдатская слобода на вершине Стрижибкиной горы для военнослужащих гарнизона крепости Прочный Окоп. Сейчас здесь находится музеи военной техники под открытым небом и часовня.